# Hosanna
Hosanna is een liturgisch woord in het Jodendom en Christendom. In het Jodendom wordt het altijd gebruikt in de originele Hebreeuwse roep Hosha Na. Het betekent letterlijk: Help nu! (Help toch!) en wordt zowel door evangelischen alsook katholieken en joden gebruikt om een bepaalde vreugderoep uit te drukken. In het Hebreeuws zijn het twee aparte woorden: het eerste betekent "red, verlos" en het tweede "alstublieft."

## Gebruik van Hosanna

### In het Jodendom
"Hosha Na" is een Joodse liturgische term, specifiek van toepassing op de dienst Hoshana, een cyclus van gebeden waaruit elke ochtend een selectie wordt gezongen tijdens het loofhuttenfeest. De complete cyclus wordt gezongen op de zevende dag, genaamd Hoshana Rabbah (הושענא רבא, "Great Hosanna").

### In het christendom
In het christendom is Hosanna (ὡσαννα, hōsanna) de schreeuw van lof of de bewondering in erkenning van het Messiasschap van Jesus bij zijn intrede in Jeruzalem, Hosanna! Gezegend wordt wie in naam van de HEER komt!

De talloze mensen die voor hem uit liepen en achter hem aan kwamen, riepen luidkeels: 'Hosanna voor de Zoon van David! Gezegend hij die komt in de naam van de Heer. Hosanna in de hemel!' Toen hij Jeruzalem binnenging, raakte de hele stad in rep en roer. 'Wie is die man?' wilde men weten. Uit de menigte werd geantwoord: 'Dat is Jezus, de profeet uit Nazaret in Galilea.' Jezus ging de tempel binnen, hij joeg iedereen weg die daar iets kocht of verkocht, gooide de tafels van de geldwisselaars en de stoelen van de duivenverkopers omver en riep hun toe: 'Er staat geschreven: "Mijn huis moet een huis van gebed zijn," maar jullie maken er een rovershol van!' Toen kwamen er in de tempel blinden en verlamden naar hem toe, en hij genas hen. De hogepriesters en de schriftgeleerden zagen welke wonderen hij verrichtte en hoorden de kinderen in de tempel 'Hosanna voor de Zoon van David!' roepen, en ze waren hoogst verontwaardigd.
— Matteüs 21:9-15

Ze haalden palmtakken en liepen de stad uit, hem tegemoet, terwijl ze riepen: 'Hosanna! Gezegend hij die komt in de naam van de Heer, de koning van Israël.'
— Johannes 12:13

Hosanna wordt in dezelfde strekking gebruikt bij Christelijke vereringen.
Een oude interpretatie van de hulpkreet is "Help nu!". Deze is gebaseerd op Psalm 118: 25. Och HEERE! geef nu heil; och HEERE! geef nu voorspoed. Deze interpretatie verklaart echter niet het volledige woord.

## Overdrachtelijk gebruik
De uitroep Hosanna (in de christelijke betekenis) komt ook voor in het gezegde Vandaag Hosanna! morgen Kruisigt Hem! Dit gezegde waarschuwt voor de grillen van het volk, dat iemand vandaag kan toejuichen om hem of haar kort daarna te verguizen.